# Zańka
Zańka (ukr. Занька, ros. Занька) – przystanek kolejowy w miejscowości Wołowiec, w rejonie wołowieckim, w obwodzie zakarpackim, na Ukrainie. Leży na linii Lwów – Stryj – Batiowo – Czop.
Przystanek istniał przed II wojną światową.